# Les Collades de Baix
Les Collades de Baix és una partida rural del terme municipal de Conca de Dalt (antic terme d'Hortoneda de la Conca), al Pallars Jussà, en l'àmbit de l'antic poble del Mas de Vilanova, o Vilanoveta.
Són al camí de pujada a Sant Corneli, a la part de llevant d'aquest serrat, prop d'on enllaça amb el cim de Montagut. Al seu est-nord-est hi ha les Collades de Dalt, a poca distància. El seu territori pertanyia a l'antic poble del Mas de Vilanova o Vilanoveta.
Hi passa el camí de Sant Corneli, que des de les Collades segueix cap a ponent per tal de pujar al cim d'aquesta serra i muntanya.
Aquesta extensa partida abraça 640,2260 hectàrees de pinedes i pastures, amb zones de matolls, bosquina i improductives.